# Giovine Orchestra Genovese
(Padre Giovanni Semeria – lettera a Corrado Marchi, presidente della GOG, dal suo esilio a Bruxelles)
La Giovine Orchestra Genovese (nota anche come GOG) è una società concertistica fondata nel 1912 a Genova dal barnabita Padre Giovanni Semeria che ha sede nella Galleria Mazzini. Si occupa di organizzare, produrre e promuovere spettacoli musicali, in particolare concerti di musica classica e musica da camera. Dal 2004 ha ottenuto la qualifica di ONLUS. L'attuale presidente è Nicola Costa mentre la direzione artistica è affidata a Pietro Borgonovo.
La GOG è annoverata fra le prime realtà concertistiche italiane, con circa mille abbonati e una media di cinquantamila presenze annue mantenuta nelle ultime stagioni.

## Storia
La Giovine Orchestra Genovese viene fondata nel 1912 dal barnabita Padre Giovanni Semeria, che nell'ambito dell'Istituto Vittorino da Feltre raccoglie un gruppo di musicisti genovesi per creare un'orchestra giovanile diffondendo la musica strumentale attraverso l'organizzazione di spettacoli. Dopo l'interruzione causata dalla prima guerra mondiale, l'attività sociale e concertistica riprende con opere di Claude Debussy e Maurice Ravel – una novità colta dal poeta Eugenio Montale, da sempre appassionato e praticante di musica (di cui sarà anche critico) che nel 1919 diventa socio dell'associazione.
Nel 1921 Arturo Toscanini assume la presidenza onoraria.  Il 21 febbraio 1940 Francis Poulenc suona la propria Suite Francese e accompagna il tenore Pierre Bernac, solo alcuni mesi dopo l'attività verrà nuovamente interrotta allo scoppio del secondo conflitto mondiale, ripartendo nel secondo dopoguerra con collaborazioni con Arturo Benedetti Michelangeli, del Trio di Trieste e del Quartetto Italiano. In questo periodo la GOG subisce una progressiva trasformazione, da orchestra a ente produttore e organizzatore di concerti.

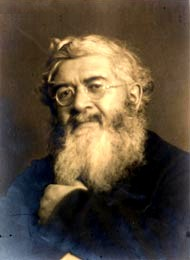
Padre Giovanni Semeria, il fondatore della GOG.

Nella stagione 1948-1949 Genova ospita Benjamin Britten, residente per un certo periodo di tempo a Rapallo.
Dalla ripresa dell'attività concertistica dopo il secondo conflitto mondiale, avvenuta con un concerto di Arturo Benedetti Michelangeli, la GOG realizza quasi duemila concerti, spaziando dalla musica da camera tradizionale al folk, al jazz, a Ravi Shankar, a Bruce Springsteen, il quale si esibì al Carlo Felice il 13 aprile 1996.
Nel 1991 fu riaperto il teatro dell'opera Carlo Felice dove s'installò la GOG, precedentemente attiva al Politeama Margherita in Via XX Settembre. L'inaugurazione dell'attività al Carlo Felice, nell'ottobre 1991, avviene con un concerto di Radu Lupu, in tour con la Deutsche Kammerakademie Neuss, diretta da Johannes Goritzki. Nel cartellone della stagione che segue al debutto figurano artisti come Nikita Magaloff, Mieczysław Horszowski e Maria João Pires. L'orchestra si esibisce alla Cattedrale di San Lorenzo e in altri luoghi cittadini. Nel 1998 vince il premio Franco Abbiati della critica musicale italiana.
La pianista Beatrice "Bice" Costa, vedova di Mieczysław Horszowski, sposato nel 1981 dopo esserne stata l'assistente al Conservatorio di Lucerna dal 1977 al 1991, è il presidente onorario della GOG e succede in tale carica a Mirella Rocco. Presidente è Nicola Costa, succeduto a Mirella Rocco nel 2004, al suo secondo mandato. Costa infatti ha presieduto la GOG anche dal 1982 al 1997, prima di lasciare il timone a Enrico Belloni. Il direttore artistico è Pietro Borgonovo, succeduto ad Aldo Bennici nel 2000, il quale riveste il medesimo ruolo al Concorso Internazionale di Musica Giovanni Battista Viotti di Vercelli.
Dal 1986 al 1995 Direttore Artistico della GOG è stato il pianista napoletano Bruno Canino, direttore musicale della Biennale di Venezia dal 1999 al 2002.

## Attività e sedi dei concerti

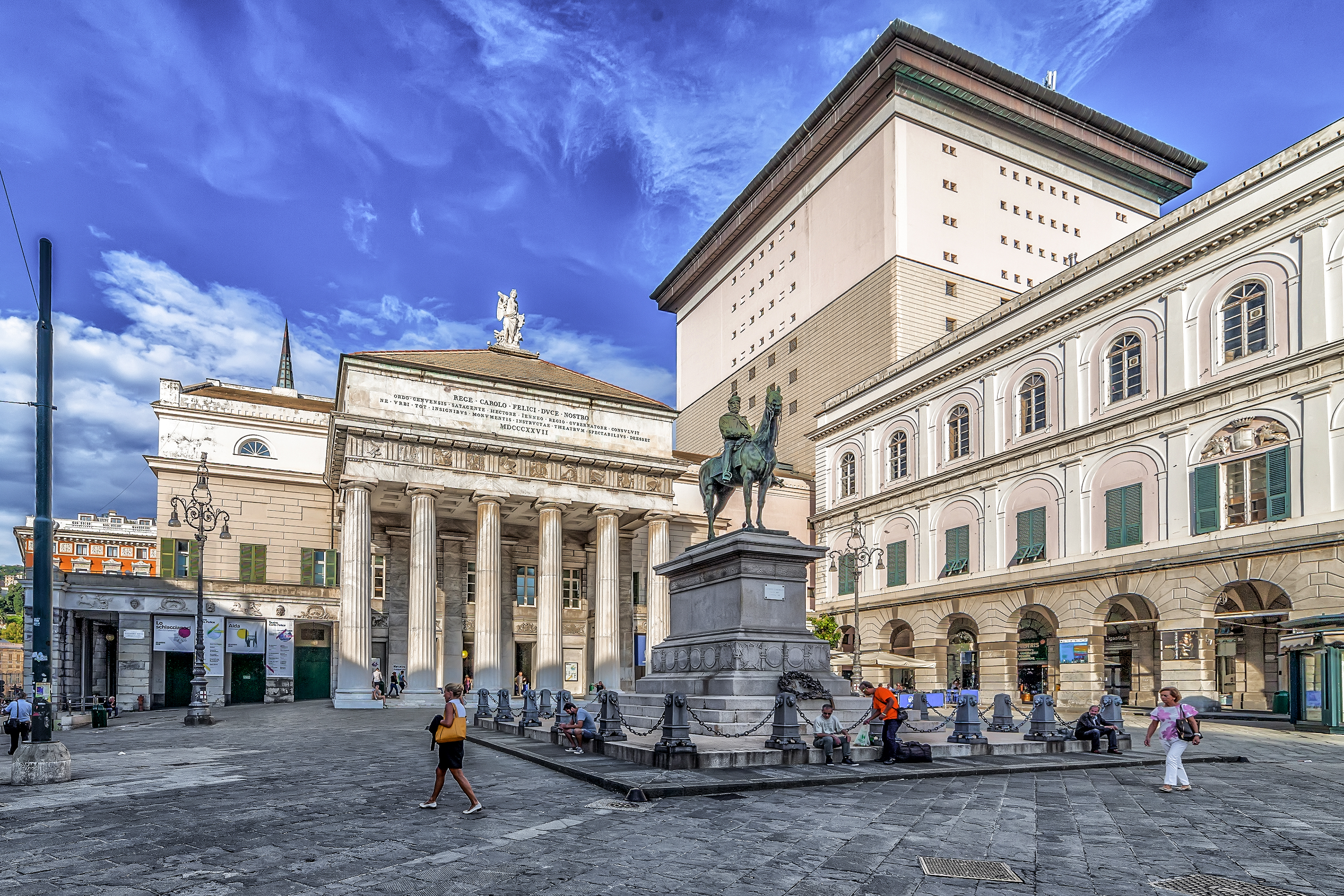
Il Teatro Carlo Felice, sede dei concerti delle stagioni dal 1991.

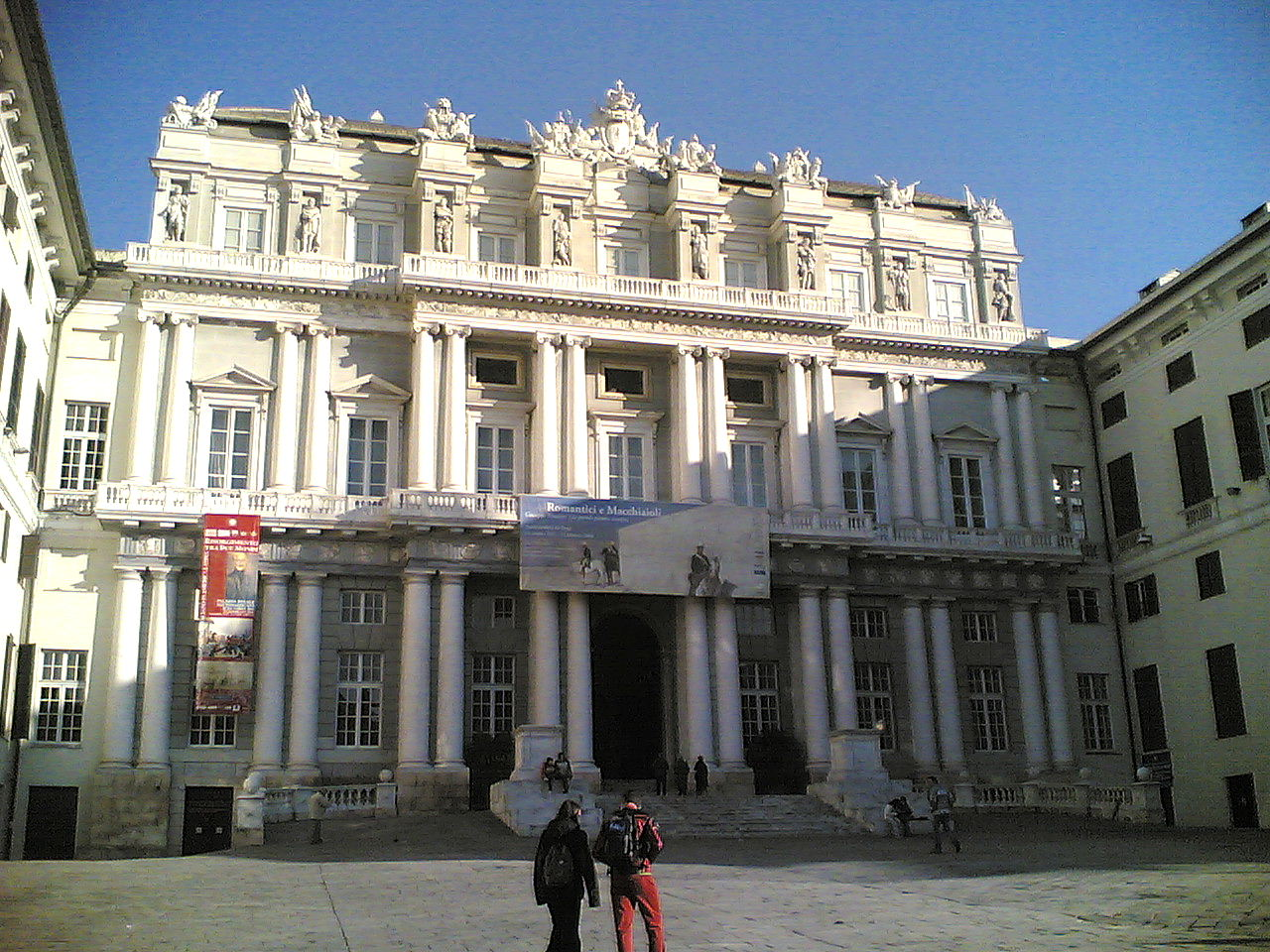
Palazzo Ducale, sede di conferenze e cicli musicali-culturali

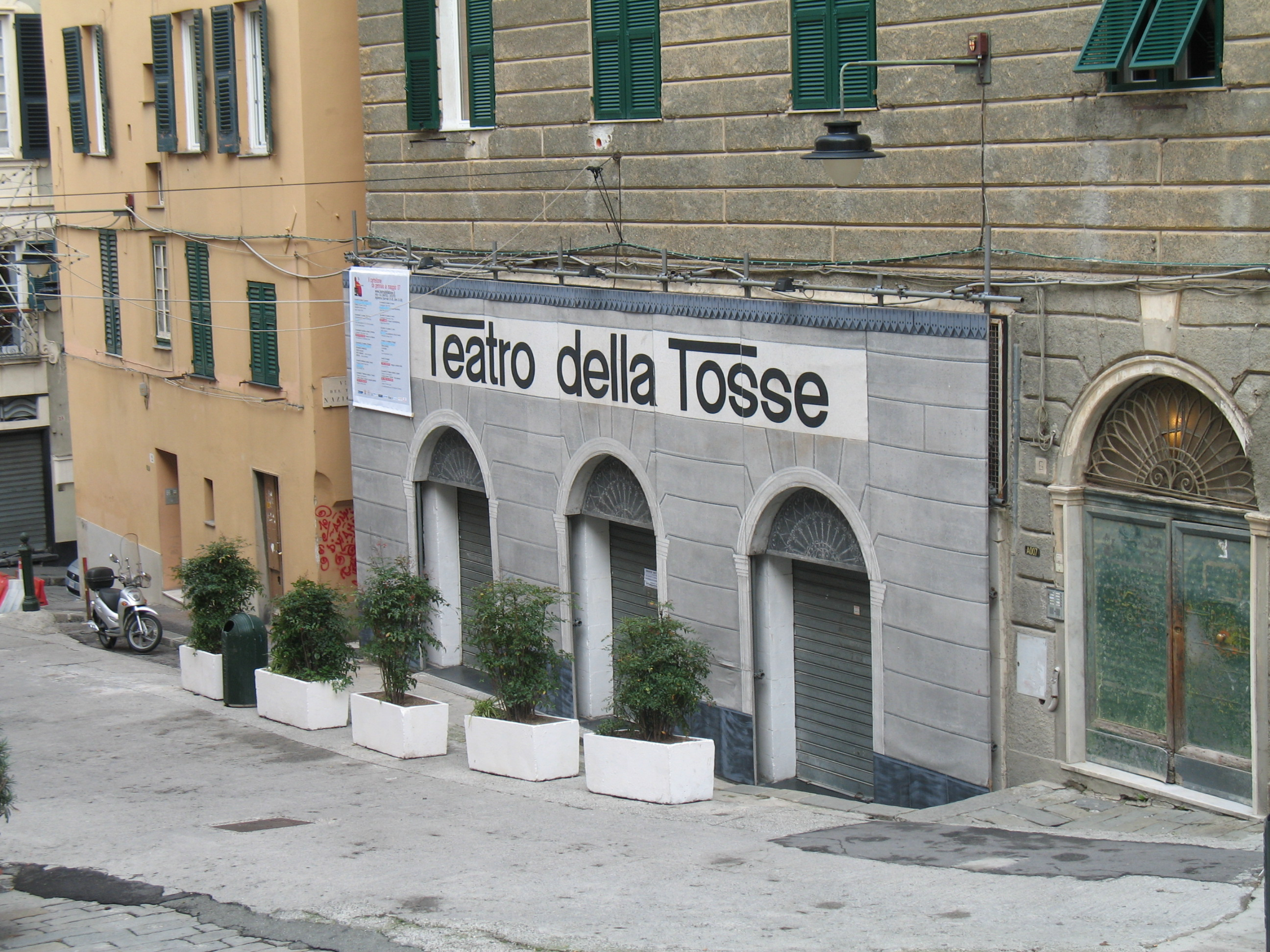
Il Teatro Sant'Agostino, sede principale delle Rassegne di Teatro Musicale per Ragazzi, dedicate all'infanzia e alle scuole, della Fondazione Luzzati - Teatro della Tosse.

Il calendario delle attività prevede:
- la stagione concertistica, solitamente organizzata da ottobre a maggio;
- rassegne di teatro musicale per ragazzi e attività didattico-formative nelle scuole e nei conservatori con spettacoli musicali-teatrali, lezioni, laboratori del suono e concerti;
- rassegne e cicli culturali riservati a singoli autori, a particolari tipologie e forme compositive (trascrizioni, sonate, eccetera) oppure legate a singolari suggestioni estetico-artistiche;
- cicli musicali estivi.

Le attività si tengono presso il Teatro Carlo Felice (sede dei concerti di tutte le stagioni a partire dal 1991), il Palazzo Ducale per le rassegne culturali-musicali, mentre il Teatro Sant'Agostino e il Conservatorio Niccolò Paganini ospitano le Rassegne di Teatro Musicale per Ragazzi. Fra le altre sedi che hanno ospitato e ospitano tuttora rassegne GOG si annoverano il Giardino d'Italia, il Politeama Genovese e il dismesso Teatro Margherita (prima della riapertura del Teatro Carlo Felice), la Cattedrale di San Lorenzo, la Chiesa del Gesù e la Galleria Nazionale di Palazzo Spinola.
Durante la seconda guerra mondiale, l'attività artistica si interruppe. Ciononostante la GOG organizzò alcuni concerti a Rapallo, fra cui il secondo recital di Nikita Magalov.

## Collaborazioni
Hanno suonato per la GOG: Francis Poulenc, Benjamin Britten, Nikita Magalov, Arturo Benedetti Michelangeli, Alfred Cortot, Dinu Lipatti, Walter Gieseking, Wilhelm Backhaus, Nathan Milstein, Wilhelm Kempff, Claudio Arrau, Vladimir Aškenazi, Maurizio Pollini, Krystian Zimerman, Itzhak Perlman, Yehudi Menuhin, Mstislav Rostropovič, Evgenij Kisin, Andrés Segovia, Uto Ughi, Salvatore Accardo, Mischa Maisky, Bruno Canino, Ton Koopman con la Amsterdam Baroque Orchestra & Choir, la Royal Philharmonic Orchestra, Radu Lupu, Lang Lang, Alfred Brendel, Grigory Sokolov, Arthur Rubinstein, Mitsuko Uchida, Maxim Vengerov, Pinchas Zukerman, Claudio Abbado, Daniel Barenboim, Martha Argerich e tanti altri, per un totale di oltre duemila concerti.

## Cronologia dei presidenti
| Anni             | Presidenti                                                      |
| ---------------- | --------------------------------------------------------------- |
| 1912             | Padre Giovanni Semeria e Mario Barbieri (Consiglio Provvisorio) |
| 1920-1921        | Pietro Santamaria                                               |
| 1913-1914        | Corrado Marchi                                                  |
| 1914-1919        | Attività sospesa                                                |
| 1919-1920        | Ferruccio Beltrame                                              |
| 1920-1921        | Pietro Santamaria                                               |
| 1921-1922        | Ugo Erede                                                       |
| 1922-1930        | Alfredo R. Origone                                              |
| 1930-1938        | Bernardo Gilardi                                                |
| 1942-1945        | Attività sospesa                                                |
| 1945-1982        | Giacomo Costa                                                   |
| 1982-1997        | Nicola Costa                                                    |
| 1997-1998        | Enrico Belloni                                                  |
| 1997-2004        | Mirella Rocco                                                   |
| 2004 - in carica | Nicola Costa                                                    |

## Cronologia dei direttori artistici
| Anni             | Direttori Artistici                       |
| ---------------- | ----------------------------------------- |
| 1912-1922        | Mario Barbieri                            |
| 1922-1923        | Angelo Questa                             |
| 1923-1924        | Ermete Canepa                             |
| 1924-1942        | Commissione Artistica - Augusto Silvestri |
| 1945-1986        | Commissione Artistica                     |
| 1986-1995        | Bruno Canino                              |
| 1995-2000        | Aldo Bennici                              |
| 2000 - in carica | Pietro Borgonovo                          |